# Zacarías (profeta)

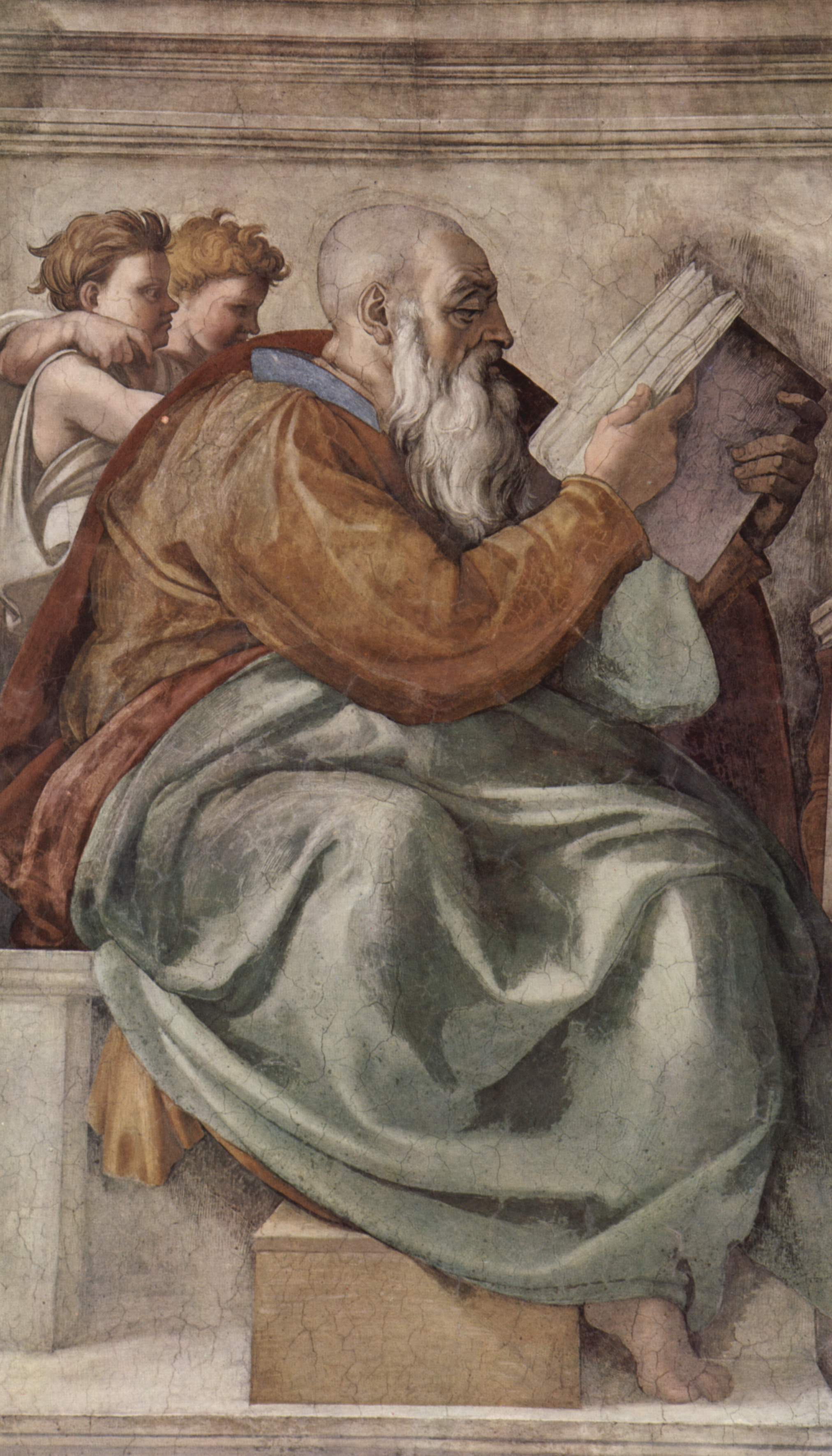
Zacarías, representado por Miguel Ángel en la Capilla Sixtina.

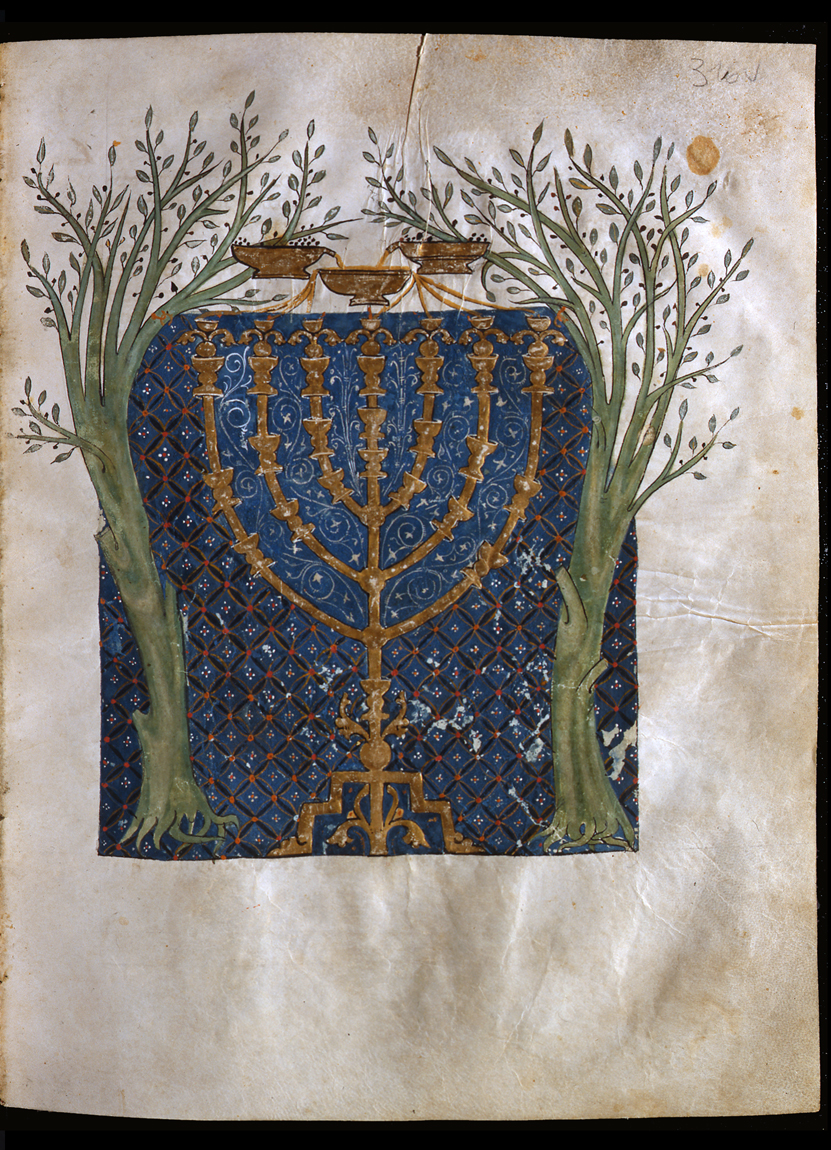
Biblia de Cervera, 1299-1300, fol. 316v: Menorá de la Visión de Zacarias.

Zacarías  (en hebreo: זְכַרְיָה‎, romanizado: Zeḥaryáh, lit. 'Dios se ha acordado' o 'Dios recuerda') es uno de los profetas menores, a quien se atribuye el libro que lleva su nombre. Su nombre significa Yahveh Ha Recordado. 
Zacarias "el grande" se llama a sí mismo hijo de Berequías, hijo de Idó (Zac 1:1,7), pero en otros pasajes se omite el nombre de Bermudas (Ver Esdras 6:14). 

## Biografía
Probablemente nació en algún lugar de Babilonia, puesto que su actividad profética empezó tan solo diecisiete años después del regreso del exilio, y es razonable pensar que para entonces tenía más de diecisiete años, aunque todavía se le consideraba joven.
Yahveh se valió de Zacarías y Hageo para animar a Zorobabel, al sumo sacerdote Jesúa y a los exiliados que habían regresado a terminar la reconstrucción del Templo de Dios, aún cuando todavía estaba en vigor una prohibición del gobierno persa. La profecía de Zacarías contiene mensajes que pronunció con ese fin durante un período de dos años y un mes. También narra ocho visiones de noche que tuvo. 
Según la interpretación cristiana, una de las profecías mesiánicas que recogería el libro de Zacarías en el capítulo 11:12-13 haría referencia al precio (treinta piezas de plata) que los sacerdotes principales ofrecieron a Judas por entregarles a Jesús. Ver el Evangelio de Mateo en el capítulo 26 y versículo 15.
En otra de las profecías de Zacarías (14:4-5 sobre la llegada del día del Señor) se dice que el monte de los Olivos se separaría en dos y se allanaría, como el valle del Hinón se allanó por un terremoto que ocurrió en tiempos de Ozías (o Azarías), rey de Judá que reinó desde el 809 al 759 a. C. En el registro de terremotos anteriores al siglo XX cristiano, hay uno datado en octubre del 759 a. C. en Israel, y tal año es precisamente el último año de reinado de Ozías en Judá. En fecha hebrea era el año 3002 de la Era Hebrea que comenzó un 7 de octubre, el mismo día y mes de ese terremoto en Israel.

## La Visión de Zacarías en la Biblia de Cervera
La "Visión de Zacarías" es una imagen representada en la Biblia de Cervera, manuscrito hebreo miniado que se encuadra dentro del arte sefardí del Medioevo y que fue ilustrado por Joseph Ha-Zarfati en Cervera (España) entre 1299 y 1300. La imaginería de la "Visión de Zacarías" en la Biblia de Cervera es específicamente judaica y ello resulta claro en una imagen de la restauración del Estado Hebreo que es simbolizada por una importante Menorá alimentada por el aceite que emana de dos olivares: dichos árboles representan el renovado linaje del Rey David y del Sacerdote del Templo.